# 前470年代
| 千纪： | 前1千纪 |
| 世纪： | 前6世纪 \| 前5世纪 \| 前4世纪                                                                              |
| 年代： | 前500年代 \| 前490年代 \| 前480年代 \| 前470年代 \| 前460年代 \| 前450年代 \| 前440年代                    |
| 年份： | 前479年 \| 前478年 \| 前477年 \| 前476年 \| 前475年 \| 前474年 \| 前473年 \| 前472年 \| 前471年 \| 前470年 |

前470年代從前479年1月1日開始，於前470年12月31日結束。

## 大事记
- 前479年，衛莊公蒯聵返國，遂逐孔悝，孔悝載其母奔宋國。
- 前479年，白公勝怨楚惠王不擊鄭以報其父太子建之仇，起兵攻楚惠王，兵敗，自殺。
- 前479年，馬都尼陷布拉底，希臘諸城聯軍反攻，馬都尼陣亡，
- 前479年，第三次希波戰爭，波斯軍全部被殺被俘。
- 前478年春，衛莊公殺渾良夫。
- 前478年，越攻吳，笠澤之战，吳王夫差大敗。
- 前478年，陳國乘白公勝之亂，攻楚。楚遣大夫公孫朝攻灭陳。
- 前478年，晉大夫趙鞅攻衛，衛逐莊公蒯聵，向晉乞和，晉立公孙般師為君而還。蒯聵潛返，般師出奔。諸大夫群起攻蒯聵，殺其父子，復迎立般師。冬，齊攻衛，擄般師，立衛靈公子起。
- 前478年，齊平公與魯哀公於蒙邑會盟。
- 前477年夏，衛大夫石圃逐衛君起，衛出公返國復位。
- 前477年，秦悼公卒，子秦厲公嗣位。
- 前477年，希臘諸城邦，為防波斯再侵，結成聯盟，推雅典為盟主。因財庫寄存於提洛島阿波羅廟神龕中，故史稱「提洛同盟」。
- 前476年，周敬王卒，子周元王嗣位。
- 前475年，晉定公卒，子晉出公嗣位。晉大夫趙簡子趙鞅卒，子趙襄子趙無卹嗣位。
- 前474年，齊平公、邾桓公、魯哀公，於顧邑會盟。
- 前473年，邾隱公由齊奔越，越遣兵強送他歸國復位，其子邾桓公奔越。
- 前473年，越大舉攻吳，吳王夫差自殺，吳亡。
- 前472年，越王勾踐誣殺其復國功臣大夫文種。范蠡出奔。
- 前472年，蔡成侯卒，子蔡聲侯嗣位。
- 前470年，衛出公凶暴，大夫褚師比驱逐他，衛出公出奔。

## 逝世
- 前479年，孔子。